# Hundigel
Hundigel (Erpobdella octoculata) är en art i familjen hundiglar. Den har fyra par ögon och är vanligtvis 1-3 cm lång.